# Xylologie
La xylologie est une discipline spécialisée de la botanique et de la science des matériaux ayant pour objet l'étude du bois en tant que matériau et de ses propriétés physiques et chimiques. Les méthodes d'investigation xylologique portent sur le bois conservé mais non carbonisé, le plus souvent en milieu humide (imbibition), avec l'optique de déterminer les essences employées par l'homme pour l'habitat ou l'aménagement. La xylologie fondamentale permet d'acquérir les connaissances nécessaires à la compréhension de la structure microscopique des bois. L'apport des études xylologiques et, complémentairement, des études dendrochronologiques peut être important en archéologie, permettant de reconstituer l’environnement ligneux (forêt, bois, lande…) du site archéologique et son évolution à la suite des modifications climatiques ou aux interventions de l’Homme. Cette discipline « permet également de connaître les arbres dont disposaient les artisans et les choix qu’ils effectuaient pour la réalisation de leurs ouvrages, car la xylologie s’intéresse aussi aux techniques de fabrication des objets et des constructions en bois. Elle cherche à connaître les procédés de mise en œuvre en observant les traces d’outils et les modes de débitage connus ».

## Étymologie
Le terme xylologie vient du grec xylos (bois) et logos (discours).